# Doris Heyden
Doris Heyden, de nacimiento Heydenreich, (East Orange, Nueva Jersey, 2 de junio de 1905-Ciudad de México, 25 de septiembre de 2005) fue una académica de las culturas de Mesoamérica especialmente de las de México. Dedicó parte de su vida al estudio de la flora prehispánica.

## Trayectoria
Por su pasión por la vida y su entusiasmo por los estudios mesoamericanos, la doctora Doris Heyden ha sido una inspiradora para varias generaciones de alumnos y colegas de México, Estados Unidos y Europa. Fue fotógrafa, periodista, historiadora del arte, antropóloga y curadora de la Sala Teotihuacán (cuando recién se inauguró el Museo Nacional de Antropología).
Le tomó el gusto a ésta durante su infancia, en el huerto de la casa donde creció, en su nativa Nueva Jersey, en el que además de jitomates, lechugas, uvas y manzanas, su papá (aficionado a la jardinería) sembraba flores que fueron galardonadas, como crisantemos y dalias. Con el paso del tiempo supo que esta última, tan familiar para ella, es la flor nacional de México. 
Después de la Segunda Guerra Mundial vino a México, donde conoció a Manuel Álvarez Bravo, que fue su esposo y con quien viajó por muchas partes del país. Como mujer moderna, trabajó de fotógrafa y escritora para una revista de turismo y cautivada por México, decidió estudiar arqueología en la Escuela Nacional de Antropología e Historia. Con la mirada integral de la antropología, vinculó la tradición, la historia, la botánica y la iconografía para estudiar una amplia gama de temas, incluido el de la flora mexicana. Fue una de las más prolíficas y lúcidas investigadoras del Instituto Nacional de Antropología e Historia; escribió seis libros, tradujo ocho y publicó más de cien artículos. Fue mentora de alumnos de todos los niveles y en diversos campos: antropología, historia, arqueoastronomía, etnobotánica y arqueología.
Heyden formó parte de un grupo de artistas, escritores, folcloristas, académicos y activistas políticos, entre los que figuraron Frida Kahlo, Diego Rivera, José Clemente Orozco y  Remedios Varo, Leonora Carrington, quienes en conjunto formaron el llamado «Renacimiento mexicano».